# Trolejbusová doprava v Pardubicích
Dopravní podnik města Pardubic a. s. provozuje v krajském městě Pardubice síť městské hromadné dopravy, jejíž součástí je i trolejbusová doprava. 

## Historie

### Zavádění trolejbusů
Již v časech první československé republiky existovaly plány na vytvoření trolejbusového nebo dokonce i tramvajového provozu na území města Pardubic. K realizaci se přistoupilo ale až po válce v roce 1949. Na jaře roku následujícího získal Komunální dopravní podnik Pardubic již značně pokročile provedenou přípravu. Výstavba prvního úseku trvala méně než dva roky; 20. ledna roku 1952 již vyjely první trolejbusy s cestujícími. Šlo o úsek Pardubice – Lázně Bohdaneč; trať vedla od starého nádraží přes starý most u zdymadla, a dále přes Semtín do Bohdanče. Ve městě pak byla ukončena velkou blokovou smyčkou. Další tratě přibyly roku 1953; jednalo se o úseky na Jesničánky a k městské nemocnici. O rok později se mohli místní obyvatelé svézt i na Slovany. Roku 1954 dosáhla délka všech tratí 19 km a základ celého systému byl v podstatě dobudován.

### Konec 50. let a léta šedesátá
Ještě roku 1958 byla část trati na staré nádraží zrušena a nahrazena úsekem k nádraží novému; tam byl provoz zahájen 9. května roku 1959. Další změnou byla i přeložka trati vedená na dnešní most Pavla Wonky vybudovaná na podzim roku 1960. Trať na starém mostě byla pak následně uzavřena a zrušena. 
V 60. letech se pokračovalo dále v přestavbách; trať vedoucí k nemocnici musela být vzhledem k výstavbě nového nadjezdu dočasně uzavřena, zároveň byla zavedena i zcela nová manipulační trať v ulici Ke Kamenci. 
Koncem této dekády se začaly objevovat i komplikace u trati vedené do Lázní Bohdaneč. Přestože již byla přeložena na novou moderní komunikaci, vzhledem k elektrifikaci jedné železniční trati, která přes tu trolejbusovou procházela, nemohlo dojít ke křížení trolejového vedení a tak se objevil problém. Uvažovalo se dokonce i o zrušení celé této trolejbusové trati, nakonec však byl železniční úsek přemostěn. V souvislosti se stavbou silničního mostu vznikla jako součást přeložky také trať do Ohrazenic. Ta však nevydržela dlouho, ukázala se jako nadbytečná a roku 1967 se rozhodlo o jejím zrušení. Mezitím vznikly dva úseky nové na druhé straně města; na Židov a na dnešní zastávku Dukla, točna na stejnojmenném sídlišti. 

### 70., 80. a 90. léta

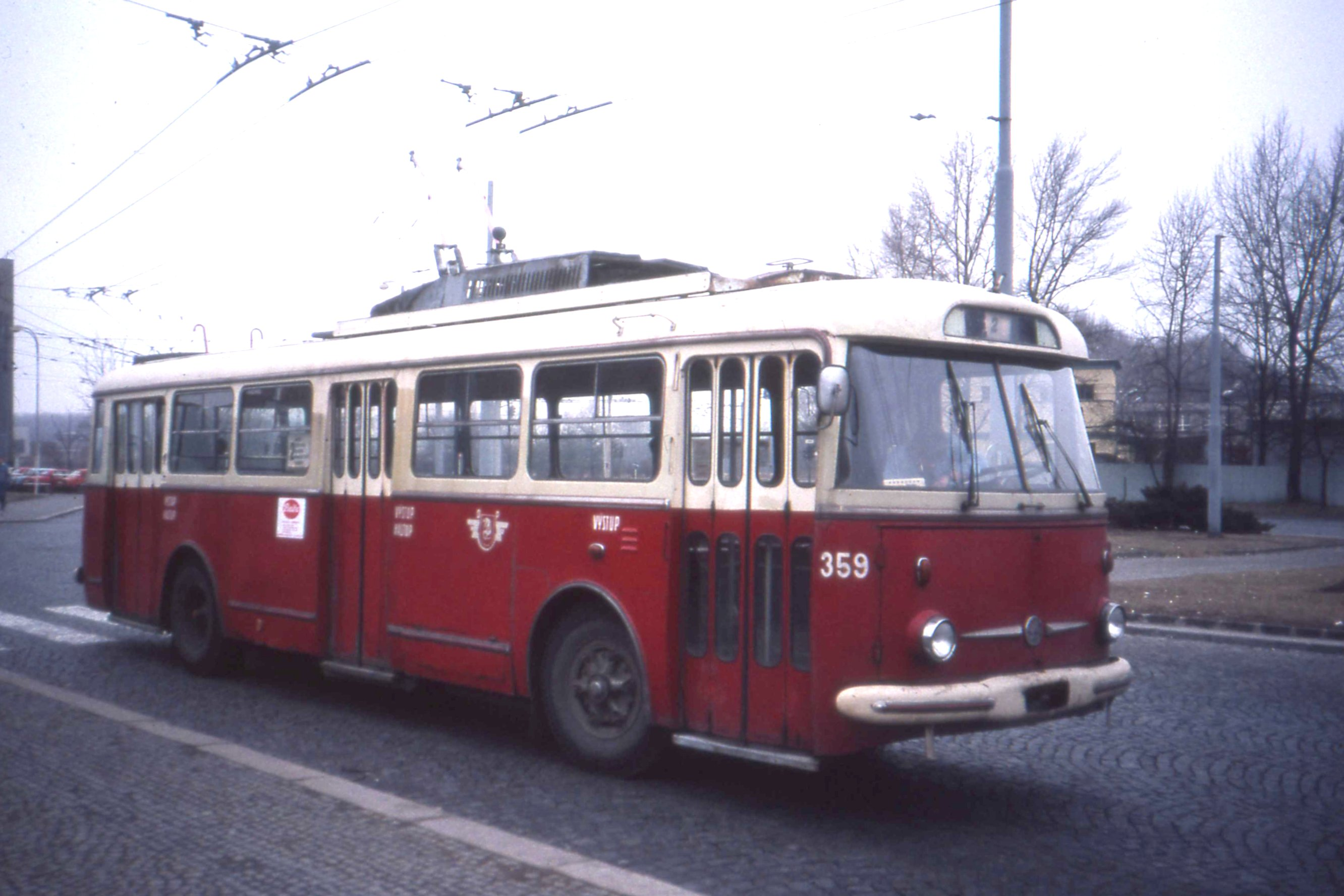
Pardubický trolejbus Škoda 9Tr v roce 1992

Celá sedmdesátá léta nedocházelo téměř k žádným změnám, trolejbusová doprava se dostala v celé ČSSR obecně do útlumu a nejinak tomu bylo i v Pardubicích. Opravovaly se pouze některé úseky, žádné tratě však nepřibývaly, ale ani nebyly rušeny. Roku 1979 se po dlouhé době začalo s výstavbou trati na Polabiny, celá akce se však velmi vlekla; dokončení stavby částečně záviselo i na jiných projektech. Ke konci 80. let přibyla ještě druhá trať do Polabin, vedoucí od nádraží a sloužící de facto jako objížďka Wonkova mostu. 
Velmi známou se stala na začátku 90. let akce zprovoznění krátkého úseku na hranicích Polabin a Rosic na smyčku Sluneční. Provoz zde měl být zahájen podle plánu do konce roku 1991, dokončeno však bylo jen trolejové vedení a nikoliv vozovka. Trolejbus, který na silvestra roku 1991 po nově vybudované konečné projel při zkušební jízdě, tak musel jet po trávě. Pravidelný provoz sem byl zahájen až po dokončení vozovky 11. dubna 1992.

### Začátek 21. století

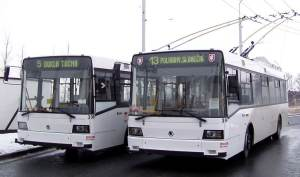
Dva trolejbusy typu 21Tr

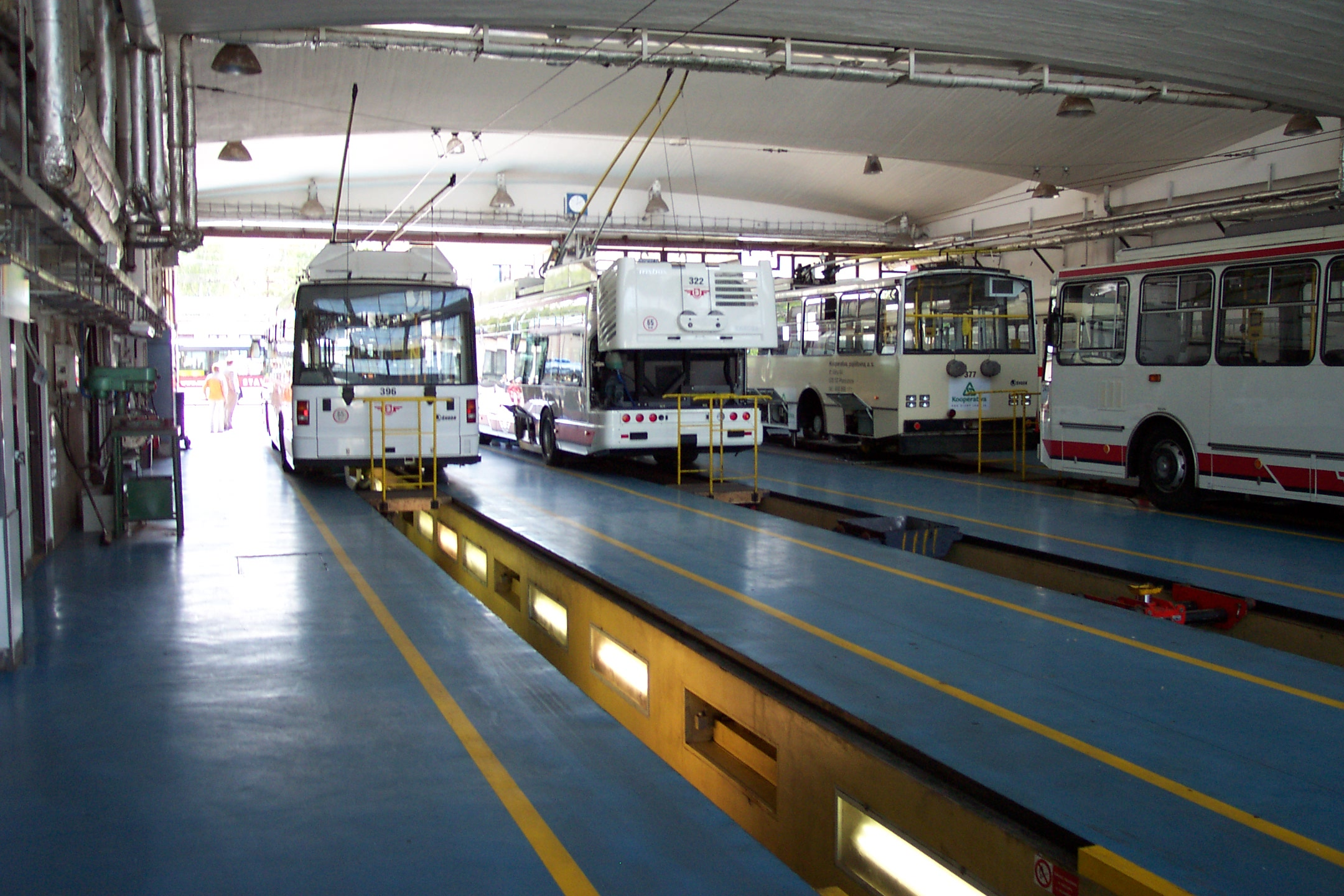
Trolejbusy ve vozovně Dukla

Na začátku 21. století došlo krátce po sobě ke zprovoznění tří nových tratí. První nově postavený úsek vede Sukovou třídou, paralelně s třídou Míru, jednou z nejdůležitějších ulic ve městě. Druhá trať vznikla na sídlišti Dubina, propojená je i s tratí na Židov. Třetí prodloužení bylo postaveno ulicí Demokratické mládeže na sídliště Dukla v roce 2003. Podle některých názorů měla být trať po třídě Míru, kde je pěší zóna, zrušena. K tomu však nedošlo a po velké rekonstrukci ulice v letech 2014 a 2015 se trolejbusy na třídu vrátily.
Dne 4. března 2018 byly otevřeny další dva nové úseky trolejbusových tratí. První z nich vede ze sídliště Polabiny ulicemi Jiřího Potůčka, Bohdanečskou, Trnovskou a Semtínskou do Ohrazenic, kam se trolejbusy vrátily po 51 letech. Druhá trať tvoří prodloužení stávající dráhy do Pardubiček a vede ulicí Průmyslovou k Zámečku. V roce 2021 začala stavba trolejbusové trati přes nadjezd u Parama, propojující vozovnu Dukla s hlavním vlakovým nádražím, a úseku ve Studentské ulici ve čtvrti Polabiny. Obě tratě byly otevřeny začátkem září 2022.

## Vozový park
Trolejbusovou dopravu v Pardubicích zahajovaly v roce 1952 vozy Škoda 7Tr (celkem dodáno 12 těchto trolejbusů, dalších 20 bylo zakoupeno z jiných měst). Dalším provozovaným typem se staly třínápravové trolejbusy Tatra 86 (čtyři vozy zakoupené v roce 1956 z Prahy). Vozy Škoda 8Tr (14 kusů) byly dodávány od roku 1957. Následoval je legendární typ Škoda 9Tr (v letech 1962 až 1981 zakoupeno 79 těchto vozů). Od roku 1983 pak byl dodáván již současný typ trolejbusu Škoda 14Tr (od poloviny 90. let v modernizované verzi Škoda 14TrM). Na začátku 21. století se v Pardubicích objevily i nízkopodlažní vozy Škoda 21Tr. V současnosti je vozový park obnovován nízkopodlažními trolejbusy Škoda 24Tr. V létě 2008 byl v Plzni vyroben první patnáctimetrový, třínápravový trolejbus Škoda 28Tr, který je určen právě pro Pardubice. Do zkušebního provozu s cestujícími vyrazil ve svém působišti 25. října 2008. V září 2012 byly do Pardubic dodány spolu se dvěma trolejbusy typu 28Tr také 2 kusy kratší verze Škoda 26Tr. Do roku 2014 bylo dodáno celkem 10 kusů tohoto typu. V roce 2016 byly dodány tři vozy Škoda 30Tr. V roce 2018 bylo dodáno dalších 19 vozů tohoto typu. V listopadu roku 2019 bylo dodáno 5 kusů trolejbusů Škoda 32Tr. V březnu 2021 vyřadil dopravní podnik po 20 letech provozu ze své flotily trolejbusy 21Tr. Posledním provozním vozem byl trolejbus ev. č. 395. Dne 11. června 2023 vyjel naposledy do ulic typ 14Tr, jako poslední zástupce tohoto modelu byl vypravován vůz č. 345. V roce 2023 byly dodáno 10 trolejbusů Škoda 32Tr s trakčními bateriemi. V roce 2024 následoval stejný počet vozů stejného typu. Během roku 2024 dojezdily vozy typu 24Tr. Během listopadu téže roku byly odeslány na Ukrajinu.
V Pardubicích jsou do provozu nasazena vozidla osobní trolejbusové dopravy těchto typů (celkem 66 trolejbusů):
| Obrázek | Typ        | Modifikace a podtypy | Počet (k 7. 3. 2025) |
| ------- | ---------- | -------------------- | -------------------- |
|         | Škoda 28Tr | Škoda 28Tr           | 9                    |
|         | Škoda 26Tr | Škoda 26Tr           | 10                   |
|         | Škoda 30Tr | Škoda 30Tr           | 22                   |
|         | Škoda 32Tr | Škoda 32Tr           | 25                   |

Kromě těchto vozů disponuje dopravní podnik historickými trolejbusy Škoda 8Tr, Škoda 9Tr a Škoda 14Tr. Pardubický spolek historie železniční dopravy vlastní navíc i vozy Škoda 9Tr a kloubový Škoda-Sanos S 200.

## Linkové vedení
Stav k červnu 2023.
- 1 Slovany, točna – Jesničánky, točna – Dražkovice – Mikulovice, Staňkova
- 2 Polabiny, točna – Pardubičky, točna – Zámeček
- 3 Hlavní nádraží – Lázně Bohdaneč, točna
- 4 Globus – Polabiny, točna – Dukla, točna
- 5 Dukla, točna – Židov – Dubina, sever
- 7 Rybitví, UMA točna – Globus – Dopravní podnik – Hlavní nádraží
- 11 Rybitví, UMA točna – Globus – Polabiny, točna – Dubina, sever
- 12 Hlavní nádraží – Pardubičky, točna – Zdravotnická škola / – Černá za Bory – Mnětice, točna – Tuněchody, kostel – Úhřetice
- 13 Ohrazenice, točna – Dubina, sever
- 27 Zdravotnická škola – Dukla, náměstí – Zdravotnická škola (polookružní linka)
- 30 Hlavní nádraží – Univerzita – Cihelna, točna – Staré Hradiště, hostinec – Ohrazenice, točna
- 33 Hlavní nádraží – Globus – Rybitví, stavební škola / – Rybitví, UMA točna

## Vozovny
- Vozovna Dukla